# The Definitive Collection (Lou Reed)
The Definitive Collection è un album raccolta di Lou Reed, pubblicato nel 1999.

## Tracce
1. The Blue Mask
2. I Wanna Be Black
3. Looking for Love
4. Coney Island Baby
5. Shooting Star
6. Romeo Had Juliette
7. I Want to Boogie With You
8. Set the Twilight Reeling
9. Vicious
10. Street Hassle: A. Waltzing Matilda/B. Street Hassle/C. Slipaway
11. Vicious Circle
12. Walk in the Wild Side
13. Temporary Thing
14. Cremation/Ashes to Ashes
15. The Bells
16. Dirty Blvd. (Live)